# Szklarnia (województwo śląskie)
Szklarnia (niem. Sklarnia) – wieś w Polsce, położona w województwie śląskim, w powiecie lublinieckim, w gminie Kochanowice.
W latach 1975–1998 miejscowość położona była w województwie częstochowskim.

## Nazwa
Nazwa miejscowości wywodzi się od polskiej nazwy szkła i według Heinricha Adamy'ego pochodzi ona od huty szkła, która funkcjonowała kiedyś obok lub w samej miejscowości. W swoim dziele o nazwach miejscowych na Śląsku wydanym w 1888 roku we Wrocławiu jako najstarszą nazwę miejscowości wymienia Sklarnia podając jej znaczenie "Glashutte" czyli w języku polskim "Huta szkła".